# Anton Klima (Kameramann)
Anton Klima (* 23. September 1956) ist ein deutscher Kameramann.
Anton Klima wurde Anfang der 1980er Jahre erst Kameraassistent und ab Mitte der 1980er Jahre als Kameramann für Film und Fernsehen tätig. Er wirkte bei mehr als 40 Produktionen mit.

## Filmografie (Auswahl)
- 2001–2003: Alarm für Cobra 11 – Die Autobahnpolizei (Fernsehserie, 6 Folgen)
- 2004–2005: Wolffs Revier (Fernsehserie, 8 Folgen)
- 2005: Lasko – Im Auftrag des Vatikans
- 2008: Sommersonntag (Kurzfilm)
- 2009: Ready for Hangover (Ready or Not)
- 2009–2013: SOKO München (Fernsehserie, 13 Folgen)
- 2010–2011: Der letzte Bulle (Fernsehserie, 9 Folgen)
- 2011–2016: SOKO Leipzig (Fernsehserie, 23 Folgen)
- 2013: Bella und der Feigenbaum
- 2013: Polizeiruf 110: Der verlorene Sohn
- 2014: Momentversagen
- 2014: Polizeiruf 110: Eine mörderische Idee
- 2016: Böse Wetter – Das Geheimnis der Vergangenheit
- 2017: Die Freibadclique
- 2017: Einsteins Nichten (Dokumentarfilm)
- 2018: Der Amsterdam-Krimi: Tod in der Prinzengracht
- 2020: Letzte Spur Berlin (Fernsehserie, 2 Folgen)
- 2021–2022: Der Kroatien-Krimi (Fernsehserie)
  - 2021: Jagd auf einen Toten
  - 2021: Die Patin von Privonice
  - 2022: Tod im roten Kleid
  - 2022: Vor Mitternacht
- 2023: Anna und ihr Untermieter: Wenn du träumst von der Liebe